# Yaw Yan
Il yaw-yan, chiamato anche Sayaw ng Kamatayan o Danza della morte, è uno stile filippino di kickboxing sviluppato da Napoleone A. Fernandez sulla base di altre arti marziali filippine. Fin dalla sua istituzione nel 1970, ha avuto un crescente riscontro nelle Filippine.
Yaw-Yan ricorda da vicino la muay thai, ma si differenzia per il movimento dei calci verso il basso e per gli attacchi dalla lunga distanza.

## Storia
Il creatore di Yaw-Yan è Napoleone Fernandez o "Master Nap",  originario della provincia di Quezon, che originariamente aveva studiato jujutsu. La parola Yaw-Yan deriva dalle ultime due sillabe di Sayaw ng Kamatayan che significa "danza della morte".

## Tecniche
Yaw Yan è stato introdotto al pubblico nel 1972; comprende otto punti di contatto con colpi di pugno, calcio, ginocchia e gomiti e prevede anche l'uso delle armi.